# Equinozio (film)
Equinozio è un film drammatico a sfondo grottesco del 1971 diretto da Maurizio Ponzi.

## Trama
In una surreale realtà, gli uomini in preda a uno stato di incoscienza, vengono colti dall'ossessione di partire per mete sconosciute senza un perché; le autorità per contenere l'ondata di caos che si è venuto a creare, dispongono l'arresto e la conduzione forzata di tutti gli individui instabili in ospedali specifici per malattie mentali.
Tra le storie più significative, spicca quella di Benedetto che grazie all'aiuto di Michele, un medico suo amico, riesce a farsi dimettere per andare alla ricerca di un castello che focalizza spesso nella sua mente. Accompagnato da Michele, Benedetto riesce a trovare il luogo che immaginava, ma ad accogliere i due uomini c'è solo un'anziana responsabile che afferma di riconoscere nei lineamenti di Benedetto, Renato, il defunto proprietario del castello che era sposato con una donna di nome Maria.
Benedetto dopo aver ascoltato la storia nei minimi dettagli, esce dal suo stato mentale critico credendo di essere rimasto per molti anni una persona scomparsa che non sapeva di esserne consapevole, immedesimandosi nel ruolo del deceduto Renato.